# Colotlán

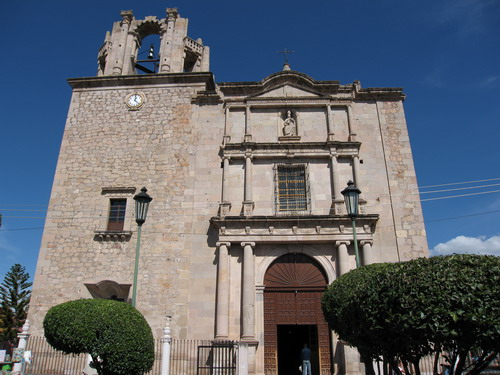
La chiesa di San Luis a Colotlán

Colotlán e una comune del Messico situata nella parte settentrionale dello stato di Jalisco, il cui capoluogo è la località omonima.
Si estende su una superficie di 642,58 km² e nel 2015 contava 17 865 abitanti (27,8 per km²).

## Storia
Il 25 maggio del 1927 il sacerdote messicano Cristóbal Magallanes Jara, (n. Totatiche, 30 luglio 1869) fu fucilato insieme con 24 compagni durante le persecuzioni anticattoliche: è stato canonizzato da papa Giovanni Paolo II nel 2000.